# احمدآباد (سمنان، شمال)
احمدآباد یک روستا در ایران است که در دهستان حومه شهرستان سمنان واقع شده‌است.